# مشروع رياضيات الكوربلاس
مشروع رياضيات الكوربلاس هو أحد مشروعات التطوير الخمسة لمنهج الرياضيات في المدارس الثانوية الذي يعتمد على معايير NCTM - والذي تموله مؤسسة العلوم القومية. وقد قام المشروع بتطوير واختبار ونشر سلسلة كتب رياضيات شاملة للمدارس الثانوية بنظام السنوات الأربع (جلينكو/ ماك جرو هيل) وقد كان عنوان الطبعة الأولى الرياضيات المعاصرة في السياق: منهج موحد. أما الطبعة الثانية فقد صدرت في خريف 2007 بعنوان رياضيات الكور بلاس. والسنوات الثلاث الأولى من المنهج مصممة لجميع طلاب الثانوية العامة مع دورة في السنة الرابعة تهدف إلى الاستمرار في إعداد الطلاب للرياضيات التي سيدرسوها في الجامعة. ورياضيات الكور بلاس هي منهج متكامل يتم فيه تعليم الجبر والهندسة في كل سنة إضافة إلى موضوعات في الإحصاء والاحتمال والرياضيات المتقطعة. والغرض من السلسلة هو استبدال تسلسل مسار المدارس الثانوية الأمريكية الذي يتم فيها دراسة دورات منفصلة في الجبر والهندسة.
وتركز رياضيات الكوربلاس على التطبيقات «الواقعية» وتدريس وتعلم الرياضيات من خلال حل المشكلات، كما يحدث في المنهج الابتدائي المستهدف مثل رياضيات جمعية تعليم وأبحاث المدرسين والرياضيات اليومية. وأشارت العديد من الدراسات أن الخريجين غير مستعدين بشكل كاف لرياضيات مستوى الجامعة والأكثر احتمالاً أنهم بحاجة لرياضيات إصلاحية بدلاً من الأساليب التقليدية. وطرحت الدراسات الأخرى تساؤلات عن صحة هذه النتائج وترجح أن الكوربلاس هو علم تربية فعال.

## أصل رياضيات الكور بلاس
تعد برامج الكوربلاس جزءًا من اتجاه عالمي نحو منهج متكامل للرياضيات، بما في ذلك الدول التي تفوق الولايات المتحدة في الاختبارات الدولية، مع أن الكتب المدرسية في دول مثل سنغافورة تعد كتبًا تقليدية وليست مناهج تعتمد على معايير. وتم تطوير كل دورة من دورات رياضيات الكوربلاس من خلال عملية بحث وتنمية واختبار ميداني تمتد لخمس سنوات. ويشمل فريق مؤلفي رياضيات الكوربلاس الرئيس السابق لجمعية الرياضيات الأمريكية، والرئيس السابق للمجلس الوطني لمدرسي الرياضيات، وكاتبين لمعايير المجلس الوطني لمدرسي الرياضيات لعام 1989 ومستشار لمعايير المجلس الوطني لمدرسي الرياضيات لعام 2000 وخبراء وطنيين في الجبر والهندسة والرياضيات المتقطعة والإحصاء. إضافة إلى ذلك، فإن المجلس الاستشاري لمدرسي الرياضيات والفريق الاستشاري للرياضيات قد رجحا تنفيذ المشروع. ويُعتمد المشروع في قسم الرياضيات في جامعة غرب ميتشجان.
ورياضيات الكوربلاس هي واحدة من 13 مشروعًا لمنهج الرياضيات التي تمولها الجمعية الوطنية للعلوم، للمدارس الابتدائية والإعدادية والثانوية. وأنفقت الجمعية الوطنية للعلوم حوالي 86 مليون دولار في تسعينيات القرن العشرين لتمويل هذه المشاريع. ويُقدّر أن عدة ملايين طالب يستخدمون حاليا المنهج الذي تموله الجمعية الوطنية للعلوم، بما في ذلك 500 مدرسة ثانوية على الأقل تطبق رياضيات الكوربلاس.

## الجوائز والدليل البحثي
منحت وزارة التربية والتعليم الأمريكية أعلى تصنيف "النموذجي" لبرنامج رياضيات الكوربلاس في عام 1999. وقد مُنحت خمسة برامج فقط هذه الجائزة على أساس البحث والمراجعة الوطنية لعدد 61 برنامجًا. ويذكر مساعد وزير التعليم الأمريكي كنت ماكجواير (Kent McGuire) أن "البرامج النموذجية استوفت أعلى المعايير الموضوعة من خبراء ومعلمي الرياضيات الرواد في الدولة. تعمل هذه البرامج، ونحن نشجع المدرسين والمديرين وصناع السياسات على دراسة الكثير عنها حيث إنها تمثل إضافات محتملة لمناهجهم. ”
وقد طبقت أربع مدارس من أفضل 25 مدرسة ثانوية في قائمة نيوزويك لعام 2003 «أفضل قائمة للمدارس الثانوية الأمريكية» رياضيات الكوربلاس.
وتوجد الكثير من المقالات الصحفية وفصول الكتب وعروض المؤتمرات ورسائل الدكتوراه التي توثق محتويات رياضيات الكوربلاس ومنهجها وفاعليتها.

## المناقشة

### مدرسة أندوفر الثانوية
كانت مدرسة أندوفر الثانوية في بلومفيلد هيلز، ميتشجن، من أولى المدارس الرائدة في تطبيق رياضيات الكوربلاس والتي تصنف من ضمن «أفضل مائة» مدرسة ثانوية أمريكية. ولدعم الأداء في الرياضيات وتعزيز الاهتمام بها، قامت مدرسة أندوفر بوقف تدريس الرياضيات التقليدية عام 1994 وبدأت في تطبيق رياضيات الكوربلاس. وقد درس الطلاب الرياضيات في سياقات مختلفة، فعلى سبيل المثال أجرى هؤلاء الطلاب أبحاثًا حول مشاكل أحذية العدو والتصنيع وتلوث الهواء. وكان الطلاب غالبًا ما يعملون في فرق يستخدمون آلات حاسبة ضخمة وأجهزة كمبيوتر. وقد ُطلب منهم شرح مفاهيمهم واستدلالهم وفي بعض الأحيان طُلب منهم كتابة فقرات بدلاً من مجرد إيجاد الرقم الصحيح كإجابة.
وقد أشارت مقالة في صحيفة كريستيان ساينس مونيتور أن مليسا لين تخرجت من مدرسة أندوفر عام 1997 بتقدير متوسط 3.97. ولكن اختبار مستوى الرياضيات في جامعة ميتشيغان وضعها في «الرياضيات التصحيحية.» ومن الأهداف الرئيسية للبرنامج هو تقليل عدد مستويات الرياضيات التصحيحية. والمقالة تشير إلى دراسة تم إجراؤها في عام 1997 لخريجي مدرسة أندوفر ذكرت فيها أن 96% من الطلاب الذين أعادوا استطلاع الرأي تم وضعم في مستوى «رياضيات تصحيحية» في الجامعة. وفي إحدى المدارس المجاورة، أخذ 62% من الطلاب الذين أعادوا استطلاع الرأي رياضيات تصحيحية في الجامعة وقد تسببت مجموعة من أولياء الأمور في عودة مدرسة أندوفر لتقديم خيار الرياضيات التقليدية. وبحلول عام 2000، كان نصف طلاب مدرسة أندوفر يدرسون رياضيات الكوربلاس والنصف الآخر يدرسون الرياضيات التقليدية.
وأجرى جريجوري إف باشيليس، مدرس الرياضيات في جامعة ولاية واين، دراسة على الطلاب في مدرسة أندوفر ومدرسة لاسر الثانويتين. ومن بين التعليقات التي ذكرها الطلاب:
- «رياضيات الكوربلاس تعد مضيعة للوقت. لدي مهارات ضعيفة جدًا في الرياضيات، وليس فيها ما ساعدني في الجبر في الجامعة»
- من المحتمل أن تكون رياضيات الكوربلاس التجربة الأكثر رعبًا التي مررت بها في المدرسة الثانوية.
- رياضيات الكوربلاس هي واحدة من أسوأ برامج الرياضيات. لم نتعلم مطلقًا أيًا من الأساسيات ومعظمنا يعاني في مناهج الرياضيات الجامعية.
- لقد انخفضت مهاراتي في الرياضيات. إنه برنامج مخيف. لا أوصي به لأسوأ أعدائي.
- إنني غير مستعد تمامًا وليس هناك مجال لفهم رياضيات الجامعة. يجب أن أدرس رياضيات 115 (رياضيات الثانوية العامة)
- بحلول السنة الأولى لا يمكنهم حتى إجراء مسائل المتوسطات أو إجراء مسائل الرياضيات الأساسية الأخرى التي تعلمتها في الصف الثامن!
- قد يكون منهجًا مفيدًا في الرياضيات إذا تم عرضه بشكل صحيح

انتُقدت هذه الدراسة غير المنشورة بسبب اشتمالها على عينة ذاتية الاختيار وبيانات داخلية وأساليب استطلاع رأي متحيزة. وتشير البيانات التي قدمها مسجل جامعة ميتشيغان آنذاك إلى أن مناهج الرياضيات الجامعية لدى خريجي جامعة ميتشجين ممن درسوا رياضيات الكوربلاس تتمتع بنفس المستوى أو أفضل من الخريجين الذين درسوا مناهج الرياضيات التقليدية. Aوقد اكتشفت دراسة حديثة أن خريجي مناهج رياضيات الكوربلاس الذين يدخلون جامعة ولاية ميتشيغان يوضعون في مناهج رياضيات أقل في المستوى مع تطور تنفيذ المنهج. وهذه الدراسة والتقرير المنشوران تم انتقادهما بسبب وجود خلل في التصميم وبسبب الاستنتاجات غير المدعومة بالبيانات. ولا تزال رياضيات الكوربلاس تستخدم، مع استمرار أوجه النقد في جميع أنحاء الدولة على الرغم من وجود اهتمام متزايد بتعليم الجبر التقليدي.

### وزارة التربية والتعليم الأمريكية
كان أستاذ الرياضيات مانويل بريوزابل من ضمن لجنة وزارة التربية والتعليم التي اختارت رياضيات الكوربلاس كمثال نموذجي، ولكنه قال ليس في البرامج المختارة «أي نوع من سجل متابعة الإنجازات طويل الأجل.» ورياضيات الكوربلاس هي مجرد واحدة من قائمة أعلى عشرة برامج رياضيات في وزارة التربية والتعليم. وقد ظهر خطاب موقع من أكثر من 200 أستاذ رياضيات وفيزيائي وأربعة من الحائزين على جائزة نوبل في صحيفة واشنطن بوست كخطاب مفتوح لوكيل وزارة التربية والتعليم الأمريكية ريتشارد ريلي يحتجون على القائمة. ديفيد كلين، أستاذ الرياضيات في جامعة ولاية كاليفورنيا في نورثريج والذي اشترك في صياغة الخطاب المفتوح، أن «هذه القائمة تشمل بعض أسوأ برامج الرياضيات التي يمكن أن تجدها في أي مكان.» والخطاب تم إعداده وتداوله من قبل ستة مدرسين رياضيات، ودفع معهد باكارد لعلوم الإنسان في لوس ألتوس، كاليفورنيا حوالي 70000 دولار لوضع الخطاب مفتوح كإعلان مدفوع الأجر في صحيفة واشنطن بوست.
ورد وكيل وزارة التربية والتعليم الأمريكية ريتشارد ريلي على الخطاب المفتوح موضحًا "لا نتفق مع تأكيدكم بأن اللجنة والمعايير التي استخدمتها كانت خارج مسار تعليم الرياضيات الحالي. وينبغي ملاحظة أن اللجنة خلصت إلى أن كل برنامج أظهر فرقًا يمكن قياسه في تعلم الطالب.” وذكر ستيفن لينواند، عضو مجلس وزارة التربية والتعليم أن "كل برنامج مصمم كنموذج له بيانات واقعية وواضحة أظهرت نتائج اختبار مرتفعة.” في حين أن يامان باس، رئيس الجمعية الأمريكية للرياضيات لا يتفق مع الكثير من النتائج الواردة في الخطاب، ولكن اعتراضه الرئيسي يتمثل في أن الخطاب أدرج الجدل القائم على منهج الرياضيات في عالم الصحافة والسياسة، حيث إن المناقشة الجادة والمتوازنة غير محتملة.”
ويوضح خطاب الرد الذي يعد محوريًا بالنسبة إلى الخطاب المفتوح والذي كتبه أساتذة رياضيات بحثيون إننا «نعتقد أن خطابهم [الخطاب المفتوح] يمثل إساءة خطيرة لعملية تحسين تعليم الرياضيات في المدارس الأمريكية.....» ونلاحظ أولاً، على الرغم من تمتع الموقعين على الخطاب بمكانة بارزة في مجالاتهم، أن أحدًا منهم لا يتمتع بمكانة بارزة في تعليم الرياضيات في المرحلة ما قبل الجامعية.” ويوضح عالم رياضيات آخر في رد عام على الخطاب المفتوح أن الخطاب "يستشهد بشكل غير نقدي بتقارير من يكرهون هذه المناهج دون توضيح أن الكثير من أساتذة الرياضيات بمن فيهم غير المتميزين يدعمون المنهج (الفيزيائي الذي وقع الخطاب من معهدنا فعل ذلك تحت انطباع أن مجتمع الرياضيات موحد في إدانته). ” وأساتذة الرياضيات الآخرون مهتمون أيضًا بأن الخطاب المفتوح يعطي انطباعًا كاذبًا بأن مجتمع الرياضيات يتفق مع نتائج الخطاب. "وفي الحقيقة، ليس هناك إجماع تام على الموضوعات التي يثيرها الخطاب” إذ لا يتفق كافة الموقعين على الخطاب على أوجه النقد للمنهج. وينص الخطاب المفتوح على أنه "بينما نتفق بالضرورة مع بعض الانتقادات الموجهة للبرامج الموضحة أعلاه [في الخطاب] ... فإننا نعتقد أن التسميات النموذجية غير ناضجة وأنه لا يوجد أساتذة معنيون بشكل كاف مشاركون في العملية. ويوضح كنت ماك جور، وكيل مساعد وزارة التربية والتعليم الأمريكية أن "حوالي 100 خبير شاركوا في عملية المراجعة«التي اعتمدت عليها التسمية النموذجية للمجلس.» وقد تم تسمية البرامج بالنموذجية لأنها قدمت دليلاً مقنعًا على فاعليتها في المواقع المتعددة مع مختلف السكان.”